# Liste der Bodendenkmale in Wusterhausen/Dosse
Die Liste der Bodendenkmale in Wusterhausen/Dosse enthält alle Bodendenkmale der brandenburgischen Gemeinde Wusterhausen/Dosse und ihrer Ortsteile auf der Grundlage der Landesdenkmalliste vom 31. Dezember 2020.
Die Baudenkmale sind in der Liste der Baudenkmale in Wusterhausen/Dosse aufgeführt.
| Gemarkung                 | Flur        | Kurzansprache | Bodendenkmalnummer | Bemerkung | Bild |
| ------------------------- | ----------- | --- | ------------------ | --------- | ---- |
| Ganzer (Lage)             | 2, 3        | Kirche Neuzeit, Einzelfund Urgeschichte, Dorfkern deutsches Mittelalter, Dorfkern Neuzeit, Kirche deutsches Mittelalter                    | 0100378            |           |      |
| Dessow (Lage)             | 1, 3, 4, 5  | Dorfkern Neuzeit, Kirche Neuzeit | 0100376            |           |      |
| Nackel (Lage)             | 3           | Siedlung Bronzezeit | 050755             |           |      |
| Wusterhausen/Dosse (Lage) | 2, 6        | Burgwall slawisches Mittelalter, Burg deutsches Mittelalter, Mühle Neuzeit                                                                 | 100258             |           |      |
| Wusterhausen/Dosse (Lage) | 2, 6        | Burgwall slawisches Mittelalter | 100259             |           |      |
| Wusterhausen/Dosse (Lage) | 1, 2, 6, 10 | Gräberfeld Eisenzeit, Altstadt Neuzeit, Siedlung slawisches Mittelalter, Gräberfeld slawisches Mittelalter, Altstadt deutsches Mittelalter | 100260             |           |      |
| Wusterhausen/Dosse (Lage) | 1, 2        | Friedhof deutsches Mittelalter, Friedhof Neuzeit, Kirche deutsches Mittelalter                                                             | 100261             |           |      |